# Frederick Ouseley

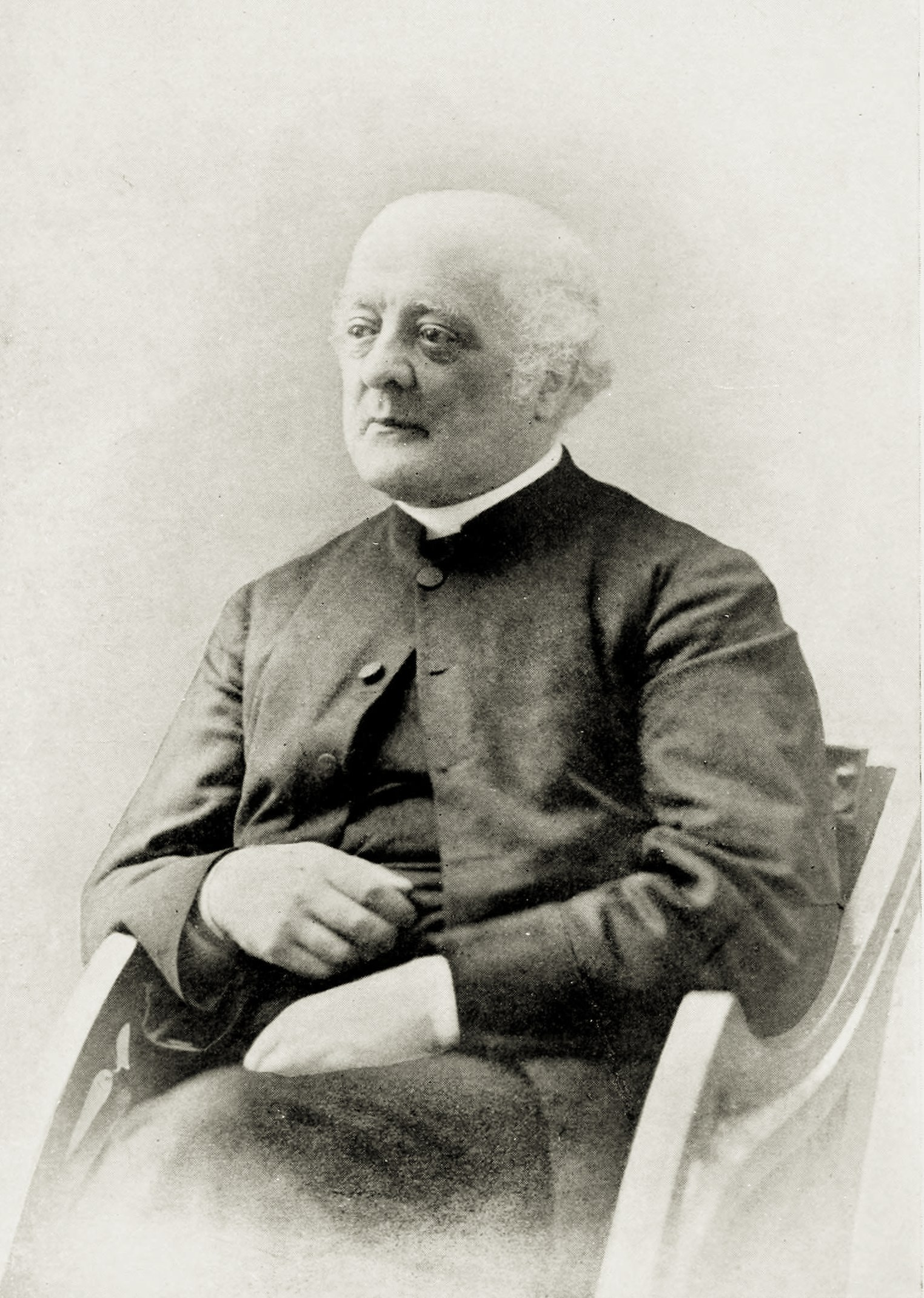
Frederick Ouseley

Sir Frederick Arthur Gore Ouseley, 2. Baronet (* 12. August 1825 in London; † 6. April 1889 in Hereford) war ein englischer Musikgelehrter, Organist (Kirchenmusiker) und Komponist.

## Leben
Er war der älteste Sohn des Diplomaten Sir Gore Ouseley, 1. Baronet. Beim Tod seines Vaters 1844 erbte er dessen Adelstitel eines Baronet, of Claremont in the County of Hertford.
Ouseley studierte an der Universität in Oxford, wo er im Jahre 1854 als D.Mus. promovierte. Von 1855 bis 1889 war er Professor für Musik in Oxford. Er gründete das St. Michael’s College in Tenbury Wells als Institution zur Neubelebung der Anglikanischen Kirchenmusik.
Seine heute weitgehend unbekannten Kompositionen umfassen liturgische Werke (Services) für den Anglikanischen Gottesdienst, Oratorien, Kantaten, Orgelmusik und anderes mehr.
Da er keine männlichen Nachkommen hinterließ, erlosch sein Adelstitel bei seinem Tod 1889.